# Grand Prix automobile du Japon 2024
GP précédent GP suivant
Le Grand Prix automobile du Japon 2024 (Formula 1 MSC Cruises Japanese Grand Prix 2024), disputé le 7 avril 2024 sur le circuit de Suzuka, est la 1105e épreuve du championnat du monde de Formule 1. Il s'agit de la trente-huitième édition du Grand Prix du Japon comptant pour le championnat du monde de Formule 1,  la trente-quatrième disputée à Suzuka et la quatrième manche du championnat 2024. Le Grand Prix du Japon, qui avait précédemment lieu en fin de saison, est déplacé au printemps, notamment dans un souci de réduire les fuseaux horaires entre chaque Grand Prix, la course s'inscrivant dans une tournée « océano-asiatique », après le Grand Prix d'Australie et avant le Grand Prix de Chine.
Max Verstappen reste invaincu dans l'exercice des qualifications cette saison : à la quatrième étape du championnat, il obtient une nouvelle pole position, la trente-sixième de sa carrière. Meilleur temps de tous les essais libres auxquels il a participé (il n'est pas sorti de son garage lors de la deuxième séance) et de chacune des trois phases des qualifications, il reste intouchable en Q3, bien que son coéquipier Sergio Pérez se rapproche à 66 millièmes de seconde. Les écarts sont plus conséquents derrière les RB20 qui verrouillent la première ligne : Lando Norris, à deux dixièmes de seconde, et Carlos Sainz, à quatre dixièmes, se partagent la deuxième ligne, suivis par Fernando Alonso et Oscar Piastri, sixième. Sur la quatrième ligne, Lewis Hamilton devance Charles Leclerc, en manque d'adhérence au volant de sa SF-24. Yuki Tsunoda, le « régional de l'étape », à nouveau en Q3, part dixième derrière George Russell.
S'il n'est pas trahi par la mécanique comme deux semaines plus tôt à Melbourne, Max Verstappen repousse loin la concurrence, comme son coéquipier Sergio Pérez qui, pour la troisième fois de la saison, termine derrière lui, à plus de dix secondes. Le Néerlandais s'impose pour la troisième fois consécutive à Suzuka, s'offrant le meilleur tour en course, son treizième Hat trick et sa cinquante-septième victoire, la troisième de l'année. Si elles ne sont pas en mesure de se battre contre les Red Bull, les Ferrari dominent les McLaren, notamment grâce à une meilleure stratégie, et Carlos Sainz poursuit sur la lancée de son très bon début de saison en montant sur le podium, suivi par son coéquipier Charles Leclerc.
La première partie de la course ne dure que jusqu'au troisième virage quand, dans le peloton, Daniel Ricciardo accroche Alexander Albon ; leurs monoplaces s'écrasant dans le mur de pneus, le drapeau rouge est instantanément brandi. L'interruption dure une demi-heure, le temps que les monoplaces soient dégagées et les protections réparées. Au second départ, Vertstappen conserve à nouveau sa première place, suivi de son coéquipier, et se met presque immédiatement hors de portée de son aileron arrière mobile. Charles Leclerc, parti en pneus medium, que sa SF-24 ne dégrade pas comme sa devancière, observe une stratégie d'un seul arrêt au stand, si bien que son long premier relais lui permet de prendre la tête, pour quelques boucles, à partir du 17e tour quand tous ceux qui évoluaient devant lui se sont arrêtés. Il change ses pneumatiques au 26e tour, en même temps que Lando Norris qui effectue quant à lui son deuxième arrêt ; la célérité de ses mécaniciens lui permet de ressortir devant lui et de maintenir cet avantage jusqu'à la fin. Sainz est quant à lui sur une stratégie à deux passages au stand et son dernier train de pneus est de dix tours plus frais que celui de son équipier ; il efface facilement Norris et dépasse, sans coup férir, Leclerc au 46e tour pour aller chercher le podium, le meilleur résultat  possible d'une équipe qui ne peut pas défier les Red Bull, faute de meilleures performances en qualifications. 
Alors que Verstappen effectue une course solitaire en tête et que la position de Pérez n'est nullement menacée, les bagarres en piste et les dépassements sont légions ; Norris prend la cinquième place sans menacer Leclerc mais en repoussant Alonso à plus de quinze secondes. Ce dernier utilise son expérience de la course pour sauver sa sixième place : il se met à portée de DRS de Piastri afin que celui-ci empêche le retour de Russell ; le Britannique le double toutefois dans le dernier tour. Hamilton, qui a décidé à la mi-course de laisser passer son coéquipier car il n'arrivait pas à faire tourner sa voiture « dans aucun des virages », ne peut faire mieux que neuvième. Une course solide et un bon travail de ses mécaniciens qui lui permet de gagner trois places en ressortant des stands, offrent le point de la dixième place à Tsunoda devant son public ; pour la première fois depuis Kamui Kobayashi sur le podium en 2012, un Japonais marque à Suzuka.   
Au classement du championnat, derrière Verstappen (77 points), Pérez (64 points) reprend la deuxième place à Leclerc (59 points), suivi de près par Sainz (55 points) ; suivent les pilotes McLaren, Norris (37 points) devant Piastri (32 points). Russell et Alonso sont septième et huitième, à égalité de points (24 points). Hamilton est neuvième (10 points) devant Stroll (9 points). Chez les constructeurs, Red Bull  (141 points) se détache par rapport à Ferrari (120 points) qui possède pratiquement le double de points de McLaren (69 points). Suivent Mercedes et Aston Martin dans un mouchoir de poche (34 et 33 points), Racing Bulls (7 points) et Haas (4 points). Williams, Kick Sauber, et Alpine n'ont pas encore marqué.

## Pneus disponibles
| Pneus pour piste sèche | Pneus pour piste sèche | Pneus pour piste sèche | Pneus pluie    | Pneus pluie |
| ---------------------- | ---------------------- | ---------------------- | -------------- | ----------- |
| Durs (Type C1)         | Medium (Type C2)       | Tendres (Type C3)      | Intermédiaires | Pluie       |

## Essais libres

### Première séance, le vendredi de 11 h 30 à 12 h 30
| Pos. | Pilote          | Voiture             | Chrono         | Écart     |
| ---- | --------------- | ------------------- | -------------- | --------- |
| 1    | Max Verstappen  | Red Bull-Honda RBPT | 1 min 30 s 056 |           |
| 2    | Sergio Pérez    | Red Bull-Honda RBPT | 1 min 30 s 237 | + 0 s 181 |
| 3    | Carlos Sainz    | Ferrari             | 1 min 30 s 269 | + 0 s 213 |
| 4    | George Russell  | Mercedes            | 1 min 30 s 530 | + 0 s 474 |
| 5    | Lewis Hamilton  | Mercedes            | 1 min 30 s 543 | + 0 s 487 |
| 6    | Charles Leclerc | Ferrari             | 1 min 30 s 558 | + 0 s 502 |

- Le Japonais Ayumu Iwasa, pilote d'essai pour Racing Bulls, remplace Daniel Ricciardo au volant de la VCARB 01 lors de cette séance[5]. Il réalise le 16e temps, en 1 min 32 s 103[4].
- Logan Sargeant, au volant de sa monoplace endommagée lors de l'épreuve précédente puis réparée, mord dans l'herbe à l'extérieur de la courbe Dunlop (virage no 7) ; il en perd le contrôle et glisse sur les graviers jusqu'au mur de pneus qu'il tape d'abord par l'avant puis par l'arrière ; la séance est interrompue au drapeau rouge puis relancée pour dix-sept minutes[6]. James Vowles révèle que si le châssis n'est pas cassé, d'autres composants ont subi des dommages importants : « Les dégâts sont assez importants. Le châssis va bien mais je dirais que presque tout le reste ne l'est pas. Donc la suspension, la boîte de vitesses ont de gros dégâts. Et nous n'avons pas de nouveaux ailerons en plus en stock, ce sera donc un retour aux anciens pour Logan. » Il déclare également qu'il sera difficile pour les mécaniciens de réparer la monoplace à temps pour la seconde séance d'essais[7].

### Deuxième séance, le vendredi de 15 h à 16 h
| Pos. | Pilote           | Voiture                 | Chrono         | Écart      |
| ---- | ---------------- | ----------------------- | -------------- | ---------- |
| 1    | Oscar Piastri    | McLaren-Mercedes        | 1 min 34 s 725 |            |
| 2    | Lewis Hamilton   | Mercedes                | 1 min 35 s 226 | + 0 s 501  |
| 3    | Charles Leclerc  | Ferrari                 | 1 min 38 s 760 | + 4 s 035  |
| 4    | Yuki Tsunoda     | Racing Bulls-Honda RBPT | 1 min 40 s 946 | + 6 s 221  |
| 5    | Daniel Ricciardo | Racing Bulls-Honda RBPT | 1 min 41 s 913 | + 7 s 188  |
| 6    | Lando Norris     | McLaren-Mercedes        | 1 min 44 s 977 | + 10 s 252 |

- Seuls treize pilotes enregistrent un temps lors de cette séance, le pilote le plus assidu, Daniel Ricciardo, n'effectue que huit tours ; sept pilotes ne sont même pas sortis de leur garage, notamment les pilotes Red Bull, à cause d'une averse qui s'est abattue sur Suzuka puis qui s'est calmée, la trajectoire restant cependant humide jusqu'au bout. Les meilleurs temps sont réalisés en pneus lisses en toute fin de séance[9].

### Troisième séance, le samedi de 11 h 30 à 12 h 30
| Pos. | Pilote          | Voiture               | Chrono         | Écart     |
| ---- | --------------- | --------------------- | -------------- | --------- |
| 1    | Max Verstappen  | Red Bull-Honda RBPT   | 1 min 29 s 563 |           |
| 2    | Sergio Pérez    | Red Bull-Honda RBPT   | 1 min 29 s 832 | + 0 s 269 |
| 3    | George Russell  | Mercedes              | 1 min 29 s 918 | + 0 s 355 |
| 4    | Lewis Hamilton  | Mercedes              | 1 min 30 s 037 | + 0 s 474 |
| 5    | Fernando Alonso | Aston Martin-Mercedes | 1 min 30 s 082 | + 0 s 519 |
| 6    | Lando Norris    | McLaren-Mercedes      | 1 min 30 s 137 | + 0 s 574 |

## Séance de qualifications

### Résultats des qualifications et grille de départ
| Pos. | Pilote           | Écurie                  | Qualifications 1 | Qualifications 2 | Qualifications 3 |
| --- | ---------------- | ----------------------- | ---------------- | ---------------- | ---------------- |
| 1 | Max Verstappen   | Red Bull-Honda RBPT     | 1 min 28 s 866   | 1 min 28 s 740   | 1 min 28 s 197   |
| 2 | Sergio Pérez     | Red Bull-Honda RBPT     | 1 min 29 s 303   | 1 min 28 s 752   | 1 min 28 s 263   |
| 3 | Lando Norris     | McLaren-Mercedes        | 1 min 29 s 536   | 1 min 28 s 940   | 1 min 28 s 489   |
| 4 | Carlos Sainz Jr. | Ferrari                 | 1 min 29 s 513   | 1 min 29 s 099   | 1 min 28 s 682   |
| 5 | Fernando Alonso  | Aston Martin-Mercedes   | 1 min 29 s 254   | 1 min 29 s 082   | 1 min 28 s 686   |
| 6 | Oscar Piastri    | McLaren-Mercedes        | 1 min 29 s 425   | 1 min 29 s 148   | 1 min 28 s 760   |
| 7 | Lewis Hamilton   | Mercedes                | 1 min 29 s 661   | 1 min 28 s 887   | 1 min 28 s 766   |
| 8 | Charles Leclerc  | Ferrari                 | 1 min 29 s 338   | 1 min 29 s 196   | 1 min 28 s 786   |
| 9 | George Russell   | Mercedes                | 1 min 29 s 799   | 1 min 29 s 140   | 1 min 29 s 008   |
| 10 | Yuki Tsunoda     | Racing Bulls-Honda RBPT | 1 min 29 s 775   | 1 min 29 s 417   | 1 min 29 s 413   |
| 11 | Daniel Ricciardo | Racing Bulls-Honda RBPT | 1 min 29 s 727   | 1 min 29 s 472   |                  |
| 12 | Nico Hülkenberg  | Haas-Ferrari            | 1 min 29 s 821   | 1 min 29 s 494   |                  |
| 13 | Valtteri Bottas  | Kick Sauber-Ferrari     | 1 min 29 s 602   | 1 min 29 s 593   |                  |
| 14 | Alexander Albon  | Williams-Mercedes       | 1 min 29 s 963   | 1 min 29 s 714   |                  |
| 15 | Esteban Ocon     | Alpine-Renault          | 1 min 29 s 811   | 1 min 29 s 816   |                  |
| 16 | Lance Stroll     | Aston Martin-Mercedes   | 1 min 30 s 024   |                  |                  |
| 17 | Pierre Gasly     | Alpine-Renault          | 1 min 30 s 119   |                  |                  |
| 18 | Kevin Magnussen  | Haas-Ferrari            | 1 min 30 s 131   |                  |                  |
| 19 | Logan Sargeant   | Williams-Mercedes       | 1 min 30 s 139   |                  |                  |
| 20 | Zhou Guanyu      | Kick Sauber-Ferrari     | 1 min 30 s 143   |                  |                  |
| Temps minimal à réaliser pour la qualification : 1 min 35 s 087 (107 % du meilleur temps en Q1 : 1 min 28 s 866) |                  |                         |                  |                  |                  |

## Course

### Classement de la course
| Pos. | no | Pilote           | Écurie                  | Tours | Temps/Abandon                      | Grille | Points |
| ---- | -- | ---------------- | ----------------------- | ----- | ---------------------------------- | ------ | ------ |
| 1    | 1  | Max Verstappen   | Red Bull-Honda RBPT     | 53    | 1 h 54 min 23 s 566 (161,271 km/h) | 1      | 25 + 1 |
| 2    | 11 | Sergio Pérez     | Red Bull-Honda RBPT     | 53    | + 12 s 535                         | 2      | 18     |
| 3    | 55 | Carlos Sainz     | Ferrari                 | 55    | + 20 s 866                         | 4      | 15     |
| 4    | 16 | Charles Leclerc  | Ferrari                 | 53    | + 26 s 522                         | 8      | 12     |
| 5    | 4  | Lando Norris     | McLaren-Mercedes        | 53    | + 29 s 700                         | 3      | 10     |
| 6    | 14 | Fernando Alonso  | Aston Martin-Mercedes   | 53    | + 44 s 272                         | 5      | 8      |
| 7    | 63 | George Russell   | Mercedes                | 53    | + 45 s 951                         | 9      | 6      |
| 8    | 81 | Oscar Piastri    | McLaren-Mercedes        | 53    | + 47 s 525                         | 6      | 4      |
| 9    | 44 | Lewis Hamilton   | Mercedes                | 53    | + 48 s 626                         | 7      | 2      |
| 10   | 22 | Yuki Tsunoda     | Racing Bulls-Honda RBPT | 52    | + 1 tour                           | 10     | 1      |
| 11   | 27 | Nico Hülkenberg  | Haas-Ferrari            | 52    | + 1 tour                           | 12     |        |
| 12   | 18 | Lance Stroll     | Aston Martin-Mercedes   | 52    | + 1 tour                           | 16     |        |
| 13   | 20 | Kevin Magnussen  | Haas-Ferrari            | 52    | + 1 tour                           | 18     |        |
| 14   | 77 | Valtteri Bottas  | Kick Sauber-Ferrari     | 52    | + 1 tour                           | 13     |        |
| 15   | 31 | Esteban Ocon     | Alpine-Renault          | 52    | + 1 tour                           | 15     |        |
| 16   | 10 | Pierre Gasly     | Alpine-Renault          | 52    | + 1 tour                           | 17     |        |
| 17   | 2  | Logan Sargeant   | Williams-Mercedes       | 52    | + 1 tour                           | 19     |        |
| Abd. | 24 | Zhou Guanyu      | Kick Sauber-Ferrari     | 12    | Boîte de vitesses                  | 20     |        |
| Abd. | 3  | Daniel Ricciardo | Racing Bulls-Honda RBPT | 0     | Accrochage                         | 11     |        |
| Abd. | 23 | Alexander Albon  | Williams-Mercedes       | 0     | Accrochage                         | 14     |        |

### Pole position et record du tour
- Pole position :  Max Verstappen (Red Bull-Honda RBPT) en 1 min 28 s 197 (237,028 km/h)[13].
- Meilleur tour en course :  Max Verstappen (Red Bull-Honda RBPT) en 1 min 33 s 706 (223,094 km/h) au cinquantième tour ; vainqueur de la course, il s'adjuge le point bonus associé[14].

### Tours en tête
- Max Verstappen (Red Bull-Honda RBPT) : 48 tours (1-16 / 21-34 / 36-53)[15]
- Charles Leclerc (Ferrari) : 4 tours (17-20)
- Carlos Sainz Jr. (Ferrari) : 1 tour (35)

## Classements généraux à l'issue de la course
| Pos. | Pilote           | Écurie                  | Points |
| ---- | ---------------- | ----------------------- | ------ |
| 1    | Max Verstappen   | Red Bull-Honda RBPT     | 77     |
| 2    | Sergio Pérez     | Red Bull-Honda RBPT     | 64     |
| 3    | Charles Leclerc  | Ferrari                 | 59     |
| 4    | Carlos Sainz Jr. | Ferrari                 | 55     |
| 5    | Lando Norris     | McLaren-Mercedes        | 37     |
| 6    | Oscar Piastri    | McLaren-Mercedes        | 32     |
| 7    | George Russell   | Mercedes                | 24     |
| 8    | Fernando Alonso  | Aston Martin-Mercedes   | 24     |
| 9    | Lewis Hamilton   | Mercedes                | 10     |
| 10   | Lance Stroll     | Aston Martin-Mercedes   | 9      |
| 11   | Yuki Tsunoda     | Racing Bulls-Honda RBPT | 7      |
| 12   | Oliver Bearman   | Ferrari                 | 6      |
| 13   | Nico Hülkenberg  | Haas-Ferrari            | 3      |
| 14   | Kevin Magnussen  | Haas-Ferrari            | 1      |

| Pos. | Écurie                  | Points |
| ---- | ----------------------- | ------ |
| 1    | Red Bull-Honda RBPT     | 141    |
| 2    | Ferrari                 | 120    |
| 3    | McLaren-Mercedes        | 69     |
| 4    | Mercedes                | 34     |
| 5    | Aston Martin-Mercedes   | 33     |
| 6    | Racing Bulls-Honda RBPT | 7      |
| 7    | Haas-Ferrari            | 4      |

## Statistiques
Le Grand Prix du Japon 2024 représente :
- la 36e pole position de Max Verstappen, invaincu dans cet exercice depuis le début de la saison[18] ;
- la 57e victoire de Max Verstappen, sa troisième de la saison[19] ;
- le 13e hat trick de Max Verstappen[20] ;
- la 116e victoire de Red Bull[21],[22] ;
- le 31e doublé de Red Bull[23] ;
- la 24e victoire de Honda RBPT en tant que motoriste[24].

Au cours de ce Grand Prix :
- Charles Leclerc est élu « pilote du jour » à l'issue d'un vote organisé sur le site officiel de la Formule 1[25] ;
- Enrique Bernoldi (28 Grands Prix disputés entre 2001 et 2002 avec Arrows) est nommé conseiller par la FIA pour aider dans leurs jugements le groupe des commissaires de course[26].